# Aman Toelejev

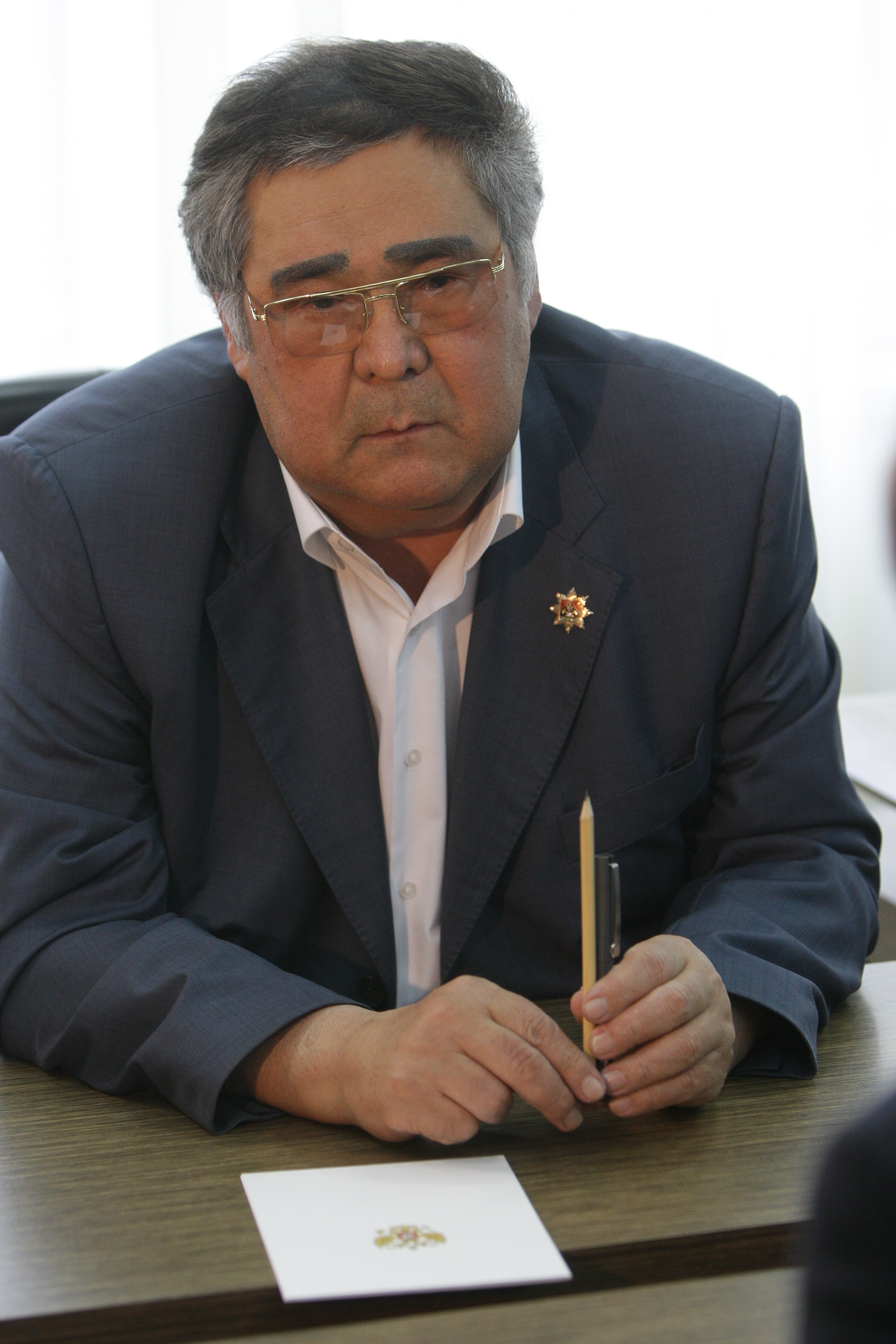
Aman Toelejev (2010)

Aman-Geldy Goemirovitsj Toelejev (Russisch: Аман-Гельды Гумирович Тулеев; Kazachs: Амангелді Молдағазыұлы Төлеев) (Krasnovodsk (Turkmenistan), 13 mei 1944 – Kemerovo, 20 november 2023) was van 1997 tot 2018 gouverneur van oblast Kemerovo. Hij heeft tweemaal meegedaan aan de presidentsverkiezingen in Rusland, in 1991 en 2000, waarbij hij beide keren vierde werd.
Toelejev werd geboren uit Kazachse ouders in de Turkmeense SSR. Zijn vader Moldagazy Kaldybajevitsj Toelejev, die hij nooit gekend heeft, sneuvelde tijdens de Tweede Wereldoorlog. Zijn stiefvader was een etnische Rus, Innokenty Ivanovitsj Vlasov. Na zijn studies werkte hij als treiningenieur in Siberië, na een aantal promoties werd hij in 1989 Hoofd van het Spoorwegennet in Kemerovo. In de jaren 90 was hij een prominent lid van de Communistische Partij van Rusland. Van augustus 1996 tot juni 1997 was hij Russisch minister voor GOSrelaties.
In 1997 werd hij verkozen tot gouverneur van Kemerovo. In juli 1999 schreven een aantal kranten dat Aman via doopsel toegetreden was tot de Russisch-orthodoxe Kerk. Hoewel hij zelf verklaarde dat hij helemaal niet godsdienstig was, en dat een reis naar Mekka geen hadj was geweest, veroordeelde de toen nog regerende Sjoera van Tsjetsjenië hem ter dood wegens geloofsafval.
In 2000 werd Viktor Tichonov, de broer van tweevoudig olympisch kampioen biatlon Aleksandr Tichonov, aangeklaagd voor het beramen van een moordaanslag op Toelejev en veroordeeld tot 4 jaar cel. De persoon die ervan verdacht wordt zijn opdrachtgever te zijn geweest, Mikhail Zjivilo (die ondertussen politiek asiel verkreeg in Frankrijk), zou een zakengeschil gehad hebben met een politieke bondgenoot van Toelejev.
Op 26 november 2005 werd Toelejev, samen met Boris Gromov (gouverneur van de oblast Moskou) en Jegor Strojev (van oblast Orlov) lid van Vladimir Poetins partij Verenigd Rusland. Zij waren de laatste lokale gouverneurs om dit te doen.
In 2010 gaf Poetin toestemming voor een periode van nog eens 5 jaar. In 2015 werd hij weer herverkozen. In april 2018 trad Toelejev vervroegd af na de brand in het winkelcentrum van Kemerovo, waarbij zeer 64 doden, waaronder 41 kinderen, vielen. Toelejev zei dat het "moreel onmogelijk" was om aan te blijven als gouverneur. Zijn termijn liep tot 2020
Toelejev overleed op 79-jarige leeftijd in november 2023.